# Wrocławski Okręg Przemysłowy

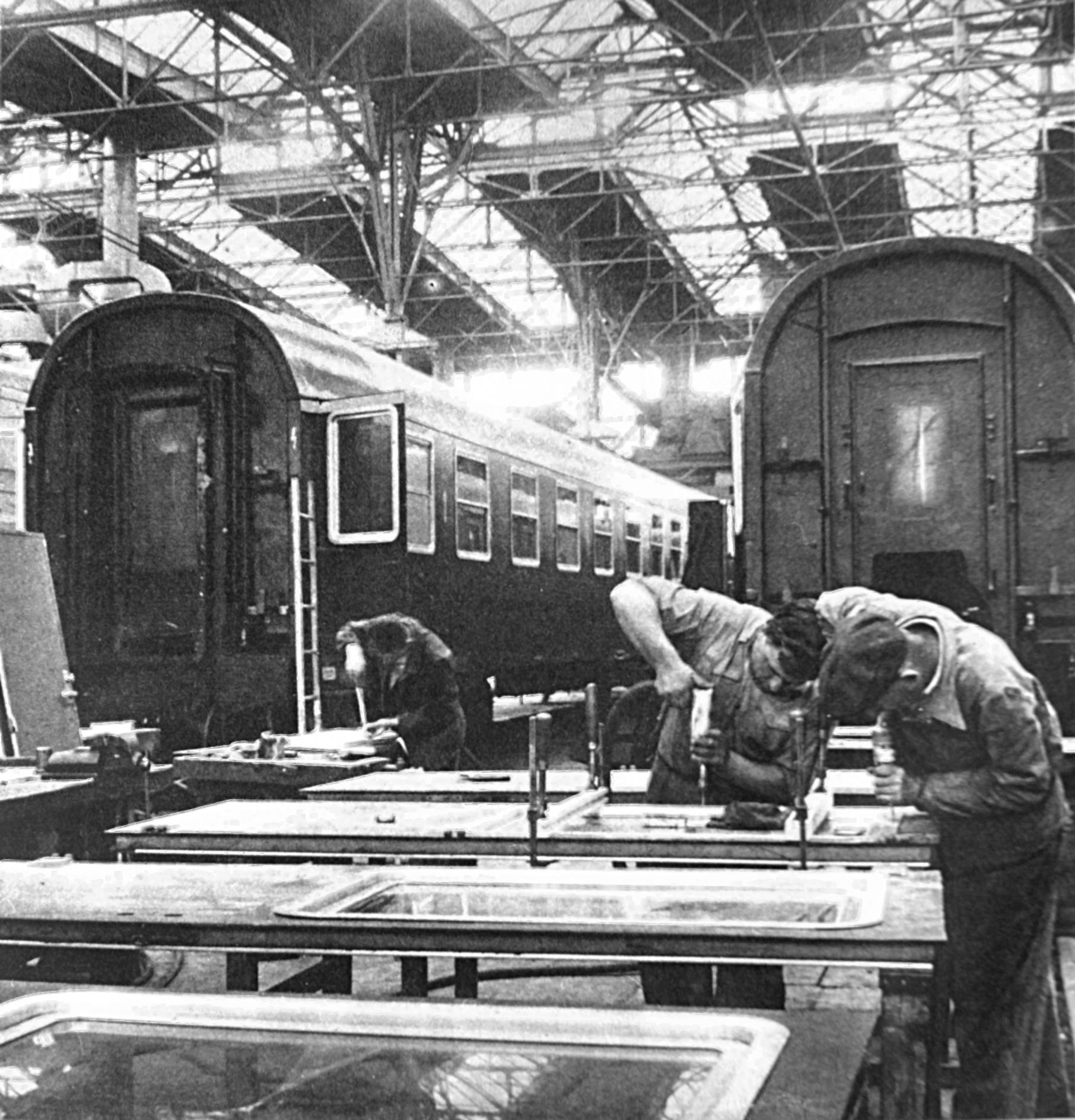
Państwowa Fabryka Wagonów PaFaWag, przed 1969

Wrocławski Okręg Przemysłowy obejmuje Wrocław oraz powiat wrocławski. W tych granicach okręg obejmuje 1081 km², czyli 3‰ powierzchni Polski.
Osobliwością aglomeracji wrocławskiej jest fakt, że bezpośrednie zaplecze miasta – powiat wrocławski – wykazuje małą gęstość zaludnienia. Żadne inne spośród miast Polski nie jest pod tym względem podobne, a wśród pozostałych dużych miast tylko Szczecin i Bydgoszcz wykazują analogiczne stosunki. Powiat wrocławski jest bowiem obszarem niemal czysto rolniczym, posiada tylko trzy małe miasteczka – Kąty Wrocławskie, Sobótkę i powstałe niedawno Siechnice. Uprzemysłowienie jest również bardzo słabe, nie posiada ani jednego wielkiego zakładu, a tylko parę średnich zakładów przemysłowych.
Większość zakładów przemysłowych Wrocławia przypada na dzielnice Fabryczna i Psie Pole, najsłabszy jest udział przemysłu w południowej dzielnicy Krzyki.
Struktura branżowa przemysłu okręgu wrocławskiego jest wybitnie wielostronna i zrównoważona, jednak z przewagą przemysłów maszynowo-metalowych, środków transportu, spożywczy, elektrotechniczny, metalowy, odzieżowy i chemiczny.
Znajdują się tam m.in. Zakłady Produkcji Samochodów w Jelczu, fabryka produkująca wagony i elektrowozy - „Pafawag”. Produkuje się obrabiarki, silniki elektryczne i sprzęt AGD. W Brzegu Dolnym istnieje zakład chemii organicznej. We Wrocławiu znajduje się przetwórstwo metali nieżelaznych, Hutmen i Alwro. Ponadto przemysł włókienniczy i spożywczy. Niegdyś zajmowano się produkcją maszyn cyfrowych marki „Elwro”, ale w wyniku wrogiego przejęcia zlikwidowano to przedsiębiorstwo.